# XML HDE
XML Horse Data Exchange ou XML HDE est projet de système d’échanges de données via le format XML entre les différentes bases de données sur les chevaux dans le monde entier. Il a été initié par les Haras nationaux et la Fédération mondiale des stud-books de chevaux de sport (WBFSH).
L’objectif principal étant de réduire les coûts, les temps de travaux et les erreurs lors de l’enregistrement de chevaux importés ou de semences qui ne cessent d'augmenter[réf. nécessaire].